# Skunk Works

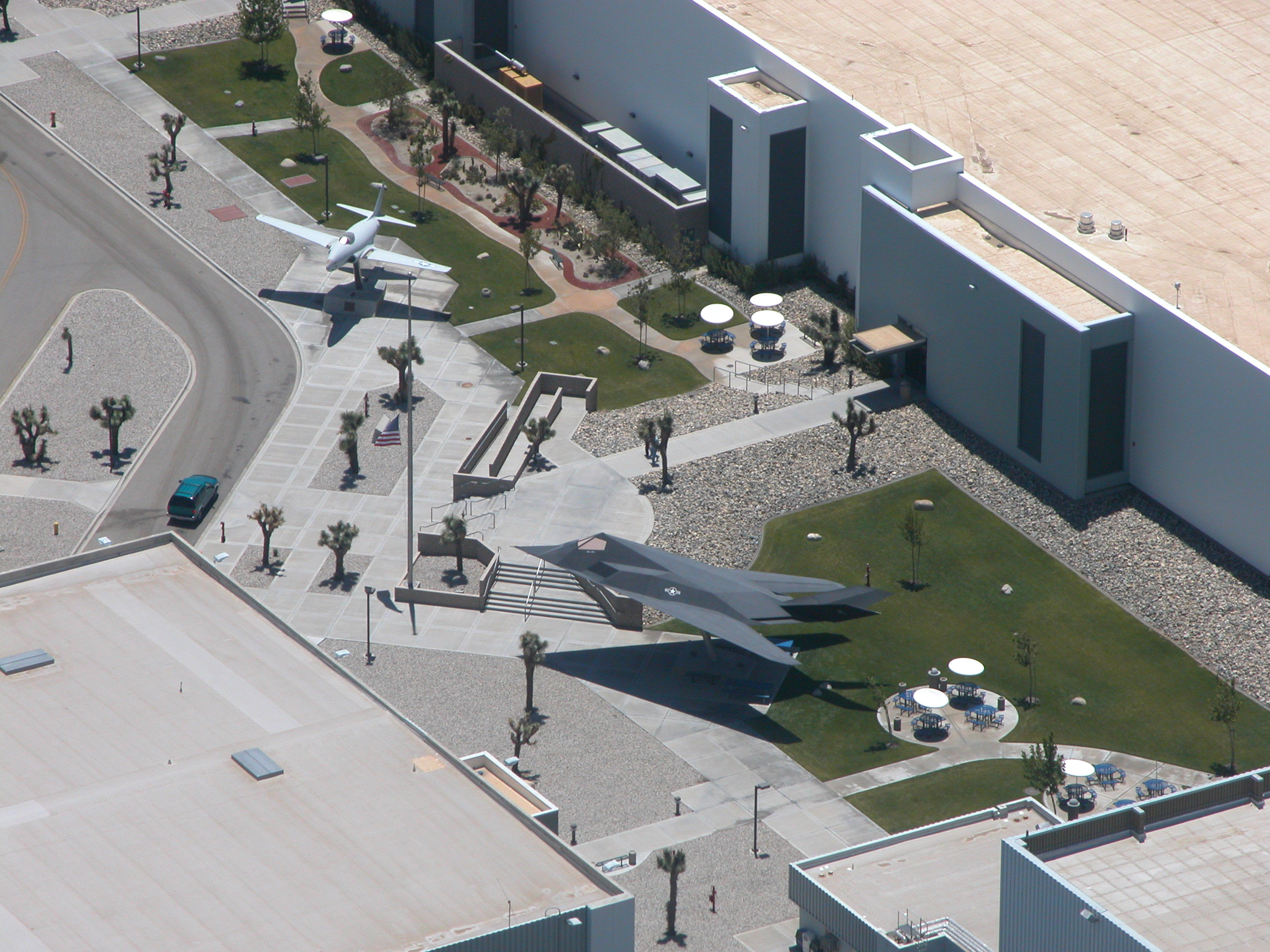
L'entrée des Skunk Works à Palmdale, en Californie.

Skunk Works est l'appellation officielle chez Lockheed Martin de sa division Advanced Development Programs (ADP), précédemment appelée Lockheed Advanced Development Projects. Elle a conçu plusieurs avions renommés, dont le Lockheed U-2, le SR-71, le F-117 et le F-22. En 2009, son principal projet est le F-35 Lightning II, qui sera utilisé par l'United States Air Force et plusieurs armées de l'air d'autres pays. La production de cet avion est prévue pour s'étaler sur quatre décennies.
L'expression Skunk works peut se traduire par « Atelier des Putois ». Aux États-Unis, la mouffette, cousine du putois en Europe, possède une image à la fois négative en raison de l'odeur infecte que cet animal dégage et positive en tant qu'être « mal-aimé ».
Ce terme est utilisé dans les affaires, l'ingénierie et les domaines techniques pour désigner un groupe bénéficiant d'une forte autonomie au sein d'une entreprise pour travailler sur des projets novateurs ou secrets.

## Histoire
Lockheed estime que juin 1943 est le véritable mois de la naissance des Skunk Works : l'Air Tactical Service Command (ATSC) de l'United States Air Force avait demandé à la Lockheed Aircraft Corporation de concevoir un chasseur à réaction pour s'opposer aux chasseurs allemands en cours de développement à l'époque. La conception s'est faite autour du réacteur des alliés le plus puissant, le Goblin de la société britannique de Havilland. Ces Skunk Works occupaient des locaux à Burbank (Californie).
Le Lockheed modèle 22 fut lancé en décembre 1938 et fit son premier vol le 27 janvier 1939. Ce sera le P-38 Lightning, un des avions américains les plus réussis[réf. nécessaire].
Un mois après la réunion initiale, une équipe d'ingénieurs dirigée par Clarence Johnson remit le projet XP-80. Deux jours plus tard, le feu vert du développement fut donné. Le contrat formel du XP-80 arriva chez Lockheed le 16 octobre 1943, soit quatre mois après le début des travaux. Cela s'avéra être une pratique courante chez les Skunk Works de démarrer les travaux sur base d'un accord oral non formalisé.
À la fin de la Seconde Guerre mondiale, les Skunk Works furent chargés d'élaborer le premier chasseur à réaction des États-Unis, le Lockheed P-80 Shooting Star. Une équipe d'ingénieurs dirigée par Kelly Johnson a créé le premier prototype (le XP-80) en 143 jours, soit sept jours de moins que prévu au contrat. Johnson a dirigé les Skunk Works jusqu'en 1975. Il a été remplacé par Ben Rich.
En 1955, les Skunk Works comprenant alors 23 personnes ont reçu le contrat de construction de l'avion espion Lockheed U-2, dans le but de survoler impunément l'Union soviétique et de photographier les sites d'intérêt stratégique. L'U-2 a été testé dans la Zone 51 située dans le désert du Nevada. Le premier survol de l'URSS eut lieu le 4 juillet 1956. Ces survols ont cessé lorsque l'U-2 de Francis Gary Powers a été abattu le 1er mai 1960 au-dessus de la Russie en provoquant la crise de l'U-2. L'U-2 continua à être utilisé dans d'autres secteurs et c'est lui qui ramena les photos à l'origine de la crise des missiles de Cuba d'octobre 1962.
Les Skunk Works avaient prévu la durée de vie opérationnelle limitée de l'U-2 pour les survols de l'Union soviétique. La CIA signa fin 1959 un contrat pour le développement de cinq A-12 pour 96 millions de dollars américains. Construire un avion en titane volant à plus de Mach 3 posa d'énormes difficultés et le premier vol n'eut lieu qu'en 1962.

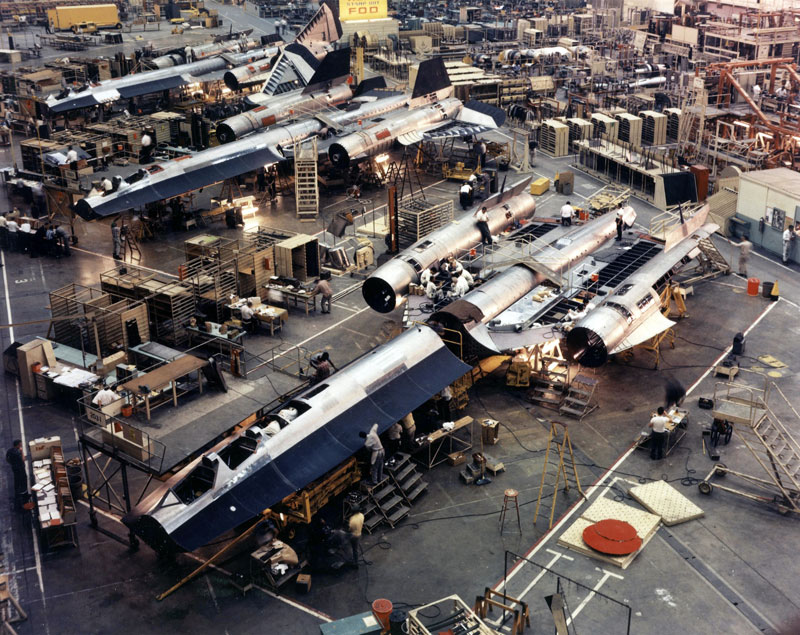
Des Lockheed A-12 Oxcart en fabrication à Skunk Works en 1965.

Plus tard, l'U.S. Air Force passa commande du SR-71 Blackbird, une version biplace et améliorée de l'A-12. Cet avion a effectué son premier vol le 22 décembre 1964 et est resté en service jusqu'en 1997. Deux appareils continueront à voler pour le compte de la NASA jusqu'en 1999. 
Le drone Lockheed D-21, de conception semblable au Blackbird, a été construit pour survoler le site d'essais nucléaires chinois de Lop Nor. Ce drone était installé sur un avion A-12 modifié, connu sous le nom de M-21 et dont deux exemplaires furent construits. Mais aucun D-21 ne fut récupéré après avoir été lancé à partir d'un M-21. Certains D-21 modifiés furent déployés à partir de B-52.
En 1976, les Skunk Works ont entamé le développement de deux prototypes d'avions furtifs sous l'appellation « Have Blue » pour l'US Air Force dans le bâtiment 82 à Burbank. Ces prototypes, construits en 18 mois, ont représenté un progrès certain en matière de technologie aéronautique. Après une série de tests réussis à compter de 1977, l'US Air Force a attribué aux Skunk Works le contrat de construction de l'avion furtif F-117 le 1er novembre 1978. 
En 1989, à la fin de la guerre froide, Lockheed s'est réorganisé et a déplacé les Skunk Works sur le site 10 de l'Air Force Plant 42 à Palmdale (Californie), où il est encore en 2009.

### Origine du nom
Le terme « Skunk Works » provient de la bande dessinée Li'l Abner de Al Capp, populaire dans les années 1940. 
À l'origine, lors de l'élaboration du P-80 Shooting Star, les Skunk Works étaient situés à proximité d'une usine de plastique malodorante. Dans ses mémoires, Ben Rich raconte qu'un jour un ingénieur est venu travailler avec un masque à gaz. Par référence à l'odeur et au secret du projet, un autre ingénieur, Irving Culver, a dénommé l'installation « Skunk Works ». Vu le caractère secret des projets, les employés devaient même surveiller la façon dont ils répondaient au téléphone. Un jour, un employé de l'US Navy appela pour le projet du Lockheed P-80. L'appel fut accidentellement transféré au bureau de Culver qui répondit à sa façon du moment : « Skunk Works, ici Culver ». Le nom est resté.
Culver a déclaré en 1993 que « quand Kelly Johnson a entendu parler de l'incident, il a voulu me virer. Cela n'avait pas d'importance, car de toute façon, il me virait deux fois par jour ».
À la demande des titulaires de droits d'auteur de la bande dessinée, Lockheed a changé le nom « Skonk Works » en « Skunk Works » dans les années 1960. Le nom « Skunk Works » et son logo représentant une moufette sont maintenant des marques déposées de la Lockheed Martin Corporation.
« Skunk Works » est aussi une marque déposée à l'international. Lockheed Martin a engagé plusieurs procès contre des cybersquatteurs.

## Avions fabriqués
- P-38 Lightning
- Lockheed P-80 Shooting Star
- Lockheed XF-90
- F-104 Starfighter
- Lockheed U-2
- QT-2PC PRIZE CREW
- Lockheed YO-3
- Lockheed A-12 Oxcart
- SR-71 Blackbird
- Lockheed D-21
- XST (Have Blue)
- Lockheed Martin F-117 Night Hawk
- F-22 Raptor
- Lockheed Martin X-35
- Lockheed CL-1200 Lancer
- Lockheed Martin Polecat
- Quiet Supersonic Transport

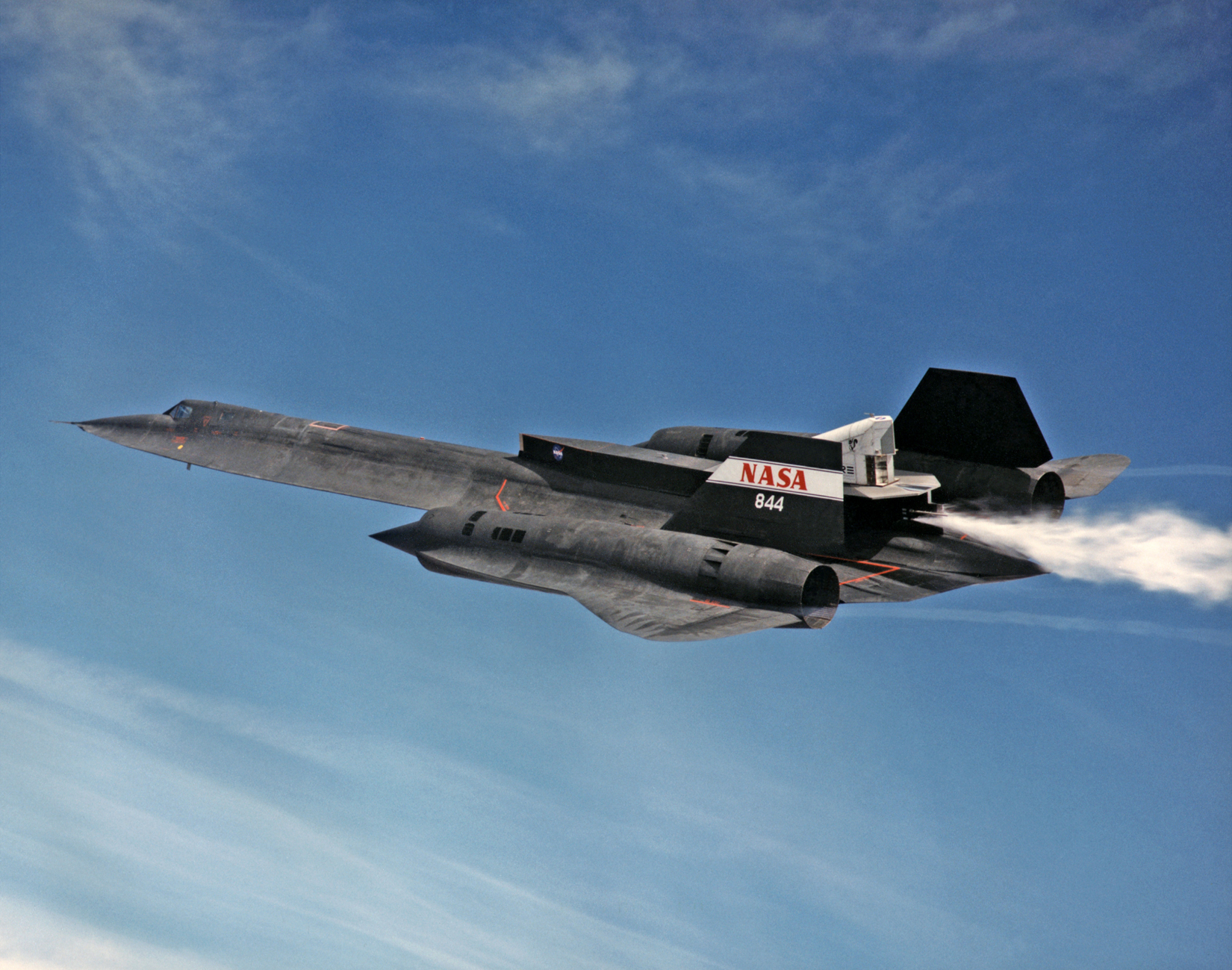
Une combinaison de deux projets des Skunk Works : LASRE sur un SR-71 Blackbird

- Lockheed Martin Cormorant (en)
- Lockheed Martin Desert Hawk
- RQ-170 Sentinel
- X-59 QueSST (à venir)

## Navires
- Sea Shadow